# Macbook Pro
Macbook Pro är den första bärbara Macintoshdatorn med Intelprocessor. Den presenterades 10 januari 2006 av Apples vd Steve Jobs på Macworld Expo, och kom ut i handeln februari 2006. 
Förutom den nya processortypen är de största nyheterna jämfört med föregångaren Powerbook att webbkameran Isight sitter inbyggd i skärmen, och att datorn är utrustad med en fjärrkontroll som man kan styra Media Center-programmet Front Row och andra mediecentrerade program med. När Apple valde att sätta dit en Isight-kamera i Macbook Pro var de också tvungna att minska bildskärmsytan med 60 vertikala pixlar.
Utöver Macbook Pro-familjen av datorer saluför Apple även en mindre påkostad bärbar dator som heter Macbook och kostar runt 2 000 kronor mindre än den billigaste versionen av Macbook Pro, samt en familj ultraportabla bärbara datorer, Macbook Air, som presenterades i januari 2008.
Den 14 oktober 2008 fick Macbook Pros 15-tumsversion en stor omdesign av datorn, för att likna Imac. Övriga tydliga förändringar i datorn är att datorn fick ny styrplatta, ny bildskärmsport och dubbla grafikkretsar. Ena grafikkretsen är strömsnål och integrerad i moderkortets chipset och den andra grafikkretsen är kraftfull och kan aktiveras vid behov, för att kunna låta batteritiden bli så bra som möjligt. Bildskärmsporten är bytt från DVI till Displayport. Styrplattan har gjorts större på bekostnad av att "musknappen" tagits bort för att istället låta styrplattan i sig bli en "musknapp" ungefär som Apples egna möss. Övriga förändringar är att Firewire 400-porten tagits bort och kvar är bara en enda Firewire 800-port. Samtliga portar finns på datorns vänsterkant, medan optiska enheten (DVD-brännare) flyttats från datorns framsida till högerkanten.
24 februari 2011 uppdaterade Apple samtliga modeller i Macbook Pro serien. Den största nyheten är gränssnittet Thunderbolt.

## Macbook Pro Core Duo (januari-april 2006)
| Pris: (våren 2006)        | ?                                  | ?                         | ?                         |
| Bildskärm:                | 15,4 tum (1440×900 pixlar)         | 15,4 tum (1440×900)       | 17 tum (1680×1050)        |
| FSB:                      | 667 MHz                            | 667 MHz                   | 667 MHz                   |
| CPU: Intel Core Duo       | 1,83 GHz                           | 2,00 GHz                  | 2,16 GHz                  |
| Arbetsminne: DDR2 667 MHz | 512 MB                             | 1 GB                      | 1 GB                      |
| Hårddisk: Serial ATA      | 80 GB (5400 varv per minut, "rpm") | 100 GB (5400 rpm)         | 120 GB (5400 rpm)         |
| Grafikkort                | ATI Radeon X1600 (128 MB)          | ATI Radeon X1600 (256 MB) | ATI Radeon X1600 (256 MB) |

Källor: Macbook Pro 15" samt Macbook Pro 17" hos Apple Support. (engelska)

## Macbook Pro Core 2 Duo, Revision 1 (hösten 2006)
| Pris: (hösten 2006)       | 19 595 kr                  | 24 495 kr                  | 27 495 kr                  |
| Bildskärm:                | 15,4 tum (1440×900)        | 15,4 tum (1440×900)        | 17 tum (1680×1050)         |
| FSB:                      | 667 MHz                    | 667 MHz                    | 667 MHz                    |
| CPU: Intel Core 2 Duo     | 2,16 GHz                   | 2,33 GHz                   | 2,33 GHz                   |
| Arbetsminne: DDR2 667 MHz | 1 GiB                      | 2 GiB                      | 2 GiB                      |
| Hårddisk: Serial ATA      | 120 GB (5400 rpm)          | 120 GB (5400 rpm)          | 160 GB (5400 rpm)          |
| Grafikkort                | ATI Radeon X1600 (128 MiB) | ATI Radeon X1600 (256 MiB) | ATI Radeon X1600 (256 MiB) |

## Macbook Pro Core 2 Duo, Gen. 4 (2007-07-31)
| Pris: (2007-07-31)        | 17 495 kr                         | 21 995 kr                                      | 24 495 kr                                      |
| Bildskärm:                | 15,4 tum (1440×900)               | 15,4 tum (1440×900)                            | 17 tum (1680×1050)                             |
| FSB:                      | 800 MHz                           | 800 MHz                                        | 800 MHz                                        |
| CPU: Intel Core 2 Duo     | 2,2 GHz                           | 2,5 GHz (2,6 GHz som tillval sedan 2007-11-01) | 2,5 GHz (2,6 GHz som tillval sedan 2007-11-01) |
| Arbetsminne: DDR2 667 MHz | 2 GiB                             | 2 GiB                                          | 2 GiB                                          |
| Hårddisk: Serial ATA      | 120 GB (5400 rpm)                 | 250 GB (5400 rpm)                              | 250 GB (5400 rpm)                              |
| Grafikkort                | Nvidia GeForce 8600M GT (128 MiB) | Nvidia GeForce 8600M GT (512 MiB)              | Nvidia GeForce 8600M GT (512 MiB)              |

## Macbook Pro Core 2 Duo, Gen. 5.1 (2008-10-14)
| Pris: (2008-10-15)   | 18 495 kr                                 | 22 995 kr                                 | 25 495 kr                                 |
| Bildskärm:           | 15,4 tum (1440×900)                       | 15,4 tum (1440×900)                       | 17 tum (1920x1200)                        |
| FSB:                 | 1066 MHz                                  | 1066 MHz                                  | 1066 MHz                                  |
| CPU: Core 2 Duo      | 2,4 GHz                                   | 2,53 GHz (2,8 GHz som tillval)            | 2,6 GHz (2,93 GHz som tillval)            |
| Arbetsminne:         | 2 GiB (DDR3 1066 MHz)                     | 4 GiB (DDR3 1066 MHz)                     | 4 GiB (DDR3 1066 MHz) (8 GB som tillval)  |
| Hårddisk: Serial ATA | 250 GB (5400 rpm)                         | 320 GB (5400 rpm)                         | 320 GB (5400 rpm)                         |
| Grafikkort           | Nvidia GeForce 9400M + 9600M GT (256 MiB) | Nvidia GeForce 9400M + 9600M GT (512 MiB) | Nvidia GeForce 9400M + 9600M GT (512 MiB) |

## Macbook Pro Core 2 Duo, i5, i7, Gen. 7.1 (2010-04-13)
| Pris: (2010-09-08)   | 11 995 kr / 14 995 kr            | 17 995 kr / 19 495 kr / 21 495 kr                       | 22 995 kr                               |
| Bildskärm:           | 13,3 tum (1280×800)              | 15,4 tum (1440×900)                                     | 17 tum (1920x1200)                      |
| FSB:                 | 1066 MHz                         | 1066 MHz                                                | 1066 MHz                                |
| CPU:                 | 2,4 GHz / 2,66 GHz (C2D)         | 2,4 GHz (i5) / 2,53 GHz (i5) / 2,66 GHz (i7)            | 2,53 GHz (i5) (2,66 GHz i7 som tillval) |
| Arbetsminne:         | 4 GiB (DDR3 1066 MHz)            | 4 GiB (DDR3 1066 MHz)                                   | 4 GiB (DDR3 1066 MHz)                   |
| Hårddisk: Serial ATA | 250 GB eller 320 GB (5400 rpm)   | 320 GB eller 500 GB (5400 rpm)                          | 500 GB (5400 rpm)                       |
| Grafikkort           | [Nvidia Geforce] 320M 256MB DDR3 | [Nvidia Geforce] GT 330M 256MB DDR3 (512MB som tillval) | [Nvidia Geforce] GT 330M 512MB DDR3     |

## Macbook Pro i5, i7, Gen. 8.3 (2011-10-24)
| Pris: (2011-12-03)   | 10 995 kr / 13 995 kr          | 16 495 kr / 19 995 kr                                               | 22 995 kr                             |
| Bildskärm:           | 13,3 tum (1280×800)            | 15,4 tum (1440×900)                                                 | 17 tum (1920x1200)                    |
| FSB:                 | 1333 MHz                       | 1333 MHz                                                            | 1333 MHz                              |
| CPU:                 | 2,4 GHz (i5) / 2,8 GHz (i7)    | 2,2 GHz (i7) / 2,4 GHz (i7) (2,5 GHz i7 som tillval)                | 2,4 GHz (i7) (2,5 GHz i7 som tillval) |
| Arbetsminne:         | 4 GiB (DDR3 1333 MHz)          | 4 GiB (DDR3 1333 MHz)                                               | 4 GiB (DDR3 1333 MHz)                 |
| Hårddisk: Serial ATA | 500 GB eller 750 GB (5400 rpm) | 500 GB eller 750 GB (5400 rpm)                                      | 750 GB (5400 rpm)                     |
| Grafikkort           | [Intel HD] 3000 384MB DDR3     | [AMD Radeon HD] 6750M 512MB GDDR5 / [AMD Radeon HD] 6770M 1GB GDDR5 | [AMD Radeon HD] 6770M 1GB GDDR5       |

## Macbook Pro i5, i7, Gen 12.1 (2015-03-09), Gen 11.4, 11.5 (2015-05-19)
| Pris: (2016-03-21)     | 14 495 kr / 16 495 kr / 19 995 kr          | 21 995 kr / 27 495 kr                              |
| Bildskärm:             | 13,3 tum (2560×1600)                       | 15,4 tum (2880×1800)                               |
| FSB:                   | 1866 MHz                                   | 1600 MHz                                           |
| CPU:                   | 2,7 GHz (i5) / 2,7 GHz (i5) / 2,9 GHz (i5) | 2,2 GHz (i7) / 2,5 GHz (i7)                        |
| Arbetsminne:           | 8 GB (LPDDR3 1866 MHz)                     | 16 GB (DDR3L 1600 MHz)                             |
| Hårddisk: Flashlagring | 128 GB eller 256 GB eller 512 GB           | 256 GB eller 512 GB                                |
| Grafikkort             | [Intel Iris] 6100                          | [Intel Iris Pro] / [AMD Radeon R9] M370X 2GB GDDR5 |